# Le Sauvetage de l'impossible
Le Sauvetage de l'impossible (Thai Cave Rescue) est une série télévisée de drame, Biopic thaïlandaise en six épisodes entre 53 et 76 minutes, créée par Michael Russell Gunn et Dana Ledoux Miller et mise en ligne mondialement le 22 septembre 2022 sur Netflix,,.

## Synopsis
La série suit les opérations de sauvetage dans la grotte de Tham Luang. Le 23 juin 2018, douze jeunes joueurs de football et leur entraîneur ont été surpris par la montée des eaux dans une grotte en Thaïlande.

## Distribution
- Papangkorn "Beam" Lerkchaleampote : l'entraîneur Eak[4]
- Thaneth Warakulnukroh : Gouverneur Narongsak Osottanakorn
- Supakorn Kitsuwon : Saman Gunan
- Bloom Varin : Colonel Bhak Loharjun
- Urassaya Sperbund : Kelly, une expert en hydrologie américano-thaïlandais[5]
- Manatsanun Panlertwongsakul : Pim, une garde forestier[6]
- Christopher Stollery : Rick Stanton
- Nicholas Farnell : John Volanthen
- Rodger Corser : Richard Harris
- Damon Herriman : Craig Challen
- Nicholas Bell : Vern Unsworth
- Kenneth Won : Jirasak, un géologue

- Les douze membres de l' équipe de football des Sanglier sont joués par Pratya Patong, Songpol Kantawong, Chakkapat Sisat, Thanawut Chetuku, Teeraphat Somkaew, Thanaphong Kanthawong, Thanapat Phungpumkaew, Aphisit Yookham, Watcharaphol Puangsawan, Thapanot Huttapasu, Apisit Saengchan et Rattaphoom Nakeesathid

## Production
En 2019, Netflix a reçu les droits de 13 Tham Luang Company Limited, une société créée pour superviser les droits d'histoire des membres sauvés de l' équipe de football des Sanglier, pour produire la série.  Bien qu'un certain nombre de films aient été produits sur les événements, Le Sauvetage de l'impossible est la seule production dramatique à laquelle l'accès aux membres des Sangliers a été accordé et qui présente leurs perspectives sur leur calvaire.
Le 23 août 2021, l'équipe de production de la série est arrivée à Tham Luang-Khun Nam Nang Non dans la province de Chiang Rai pour préparer le tournage. Le tournage s'est déroulé dans les véritables maisons des membres de l' équipe des Sangliers ainsi que dans la grotte elle-même.  Pendant la production, l'équipe a connu des difficultés lorsque la Thaïlande a été fermée en raison de la pandémie de COVID-19 . En raison des restrictions, le nombre de figurants a été réduit et les scènes de foule ont été considérablement réduites

## Épisodes
1. La Légende de Tham Luang
2. Par respect pour les dieux
3. Le calice de la princesse
4. Le bath porte-bonheur
5. La parabole de Kisa Gotami
6. Moo Pa